# Kreisarchiv Gütersloh
Das Kreisarchiv Gütersloh sammelt und bewahrt die wichtigsten schriftlichen Zeugnisse der Kreisverwaltung Gütersloh und ihrer Vorgänger, der Kreise Halle (Westf.) und Wiedenbrück. Da sich das vielfältige Leben im Kreis Gütersloh nicht allein in Verwaltungsunterlagen widerspiegelt, sammelt das Kreisarchiv auch die Überlieferung kreisweit tätiger Vereine, Verbände und Privatpersonen.

## Geschichte
Der Kreis Gütersloh wurde durch das Gesetz zur Neugliederung der Gemeinden und Kreise des Neugliederungsraumes Bielefeld am 1. Januar 1973 aus den beiden Kreisen Wiedenbrück und Halle (Westf.) gebildet. Seit 1984 verfügt der Kreis Gütersloh über ein eigenes, hauptamtlich geleitetes Archiv.
Das Kreisarchiv war zunächst im ehemaligen Kreisständehaus in Rheda-Wiedenbrück untergebracht. In dieser Zeit erfolgte die Zusammenführung der Altregistraturen der Kreise Halle (Westf.) und Wiedenbrück. 1997 zog das Kreisarchiv auf den „Reckenberg“, in das Kreishaus 2 des Kreises Gütersloh. Im November 2007 erfolgte der zweite Umzug des Kreisarchivs Gütersloh in das „Haus des Bauern“ in Rheda-Wiedenbrück. Dieses wurde 1937 ursprünglich als „Landwirtschaftliche Schule für Mädchen und Knaben“ errichtet. Außerdem befanden sich in diesem Gebäude Büroräume für die damalige Kreisbauernschaft, heute Kreisstelle der Landwirtschaftskammer. 1996 ging das „Haus des Bauern“ vom Kreis Gütersloh in den Besitz der Landwirtschaftskammer Westfalen-Lippe über.
Im Sommer 2018 zog das Kreisarchiv zusammen mit dem Stadtarchiv Gütersloh in die ehemalige Regenbogenschule an der Moltkestraße 47 in Gütersloh. Für 2,4 Millionen Euro ließ der Kreis als Besitzer der Immobile das Gebäude umbauen, um es den Anforderungen an ein modernes Archiv anzupassen.
Von 1984 bis 2011 hatte Günter Brüning die Archivleitung inne. Seit 2011 liegt sie bei Ralf Othengrafen.

## Bestände

### Beständeübersicht

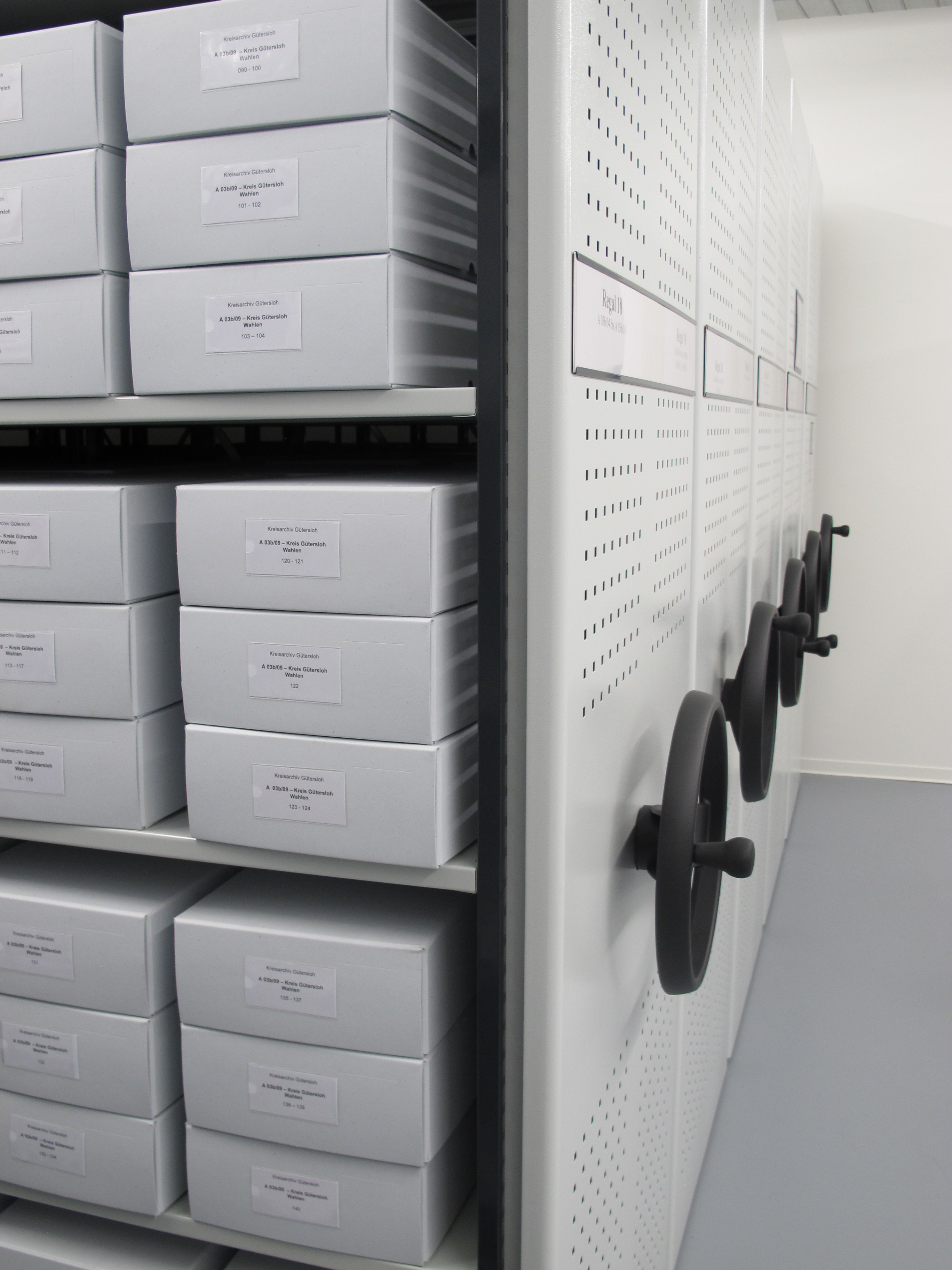
Magazinraum des Kreisarchivs Gütersloh

Das Kreisarchiv verwahrt etwa 1.050 Regalmeter an Archivgut, dazu zählen über 35.000 Akten, aber auch zahlreiche Karten und Pläne, sowie 28.000 Fotos. Die im Kreisarchiv verwahrten Unterlagen umfassen sowohl amtliches wie auch nichtamtliches Schriftgut. Das nichtamtliche Schriftgut setzt sich aus Unterlagen von Vereins-, Verbands- und Firmenarchiven, Familien- und Privatpersonen (Nachlässe), aus archivischen Sammlungen von Karten, Plänen, Fotos, Postkarten sowie aus zeitgeschichtlichen Dokumenten zusammen.

### Archivalienverteilung (Anzahl)
- Kreis Halle in Westfalen: 5.000
- Kreis Wiedenbrück: 6.000
- Kreis Gütersloh: 10.000
- Gemeinde Langenberg: 450
- Nichtamtliches Archivgut: 4.000

### Bestände Kreis Halle (Westf.)
Es umfasst über 5.000 Archivalien beginnend Ende des 18. Jahrhunderts bis etwa 1973.
- Landratsamt von 1772 bis 1958
- Kreisausschuss von 1796 bis 1935
- Kreisausschuss / Oberkreisdirektor von 1884 bis 1972
- Kreiskasse, Kämmerei von 1887 bis 1978
- Bauamt von 1919 bis 1972
- Sozialamt von 1927 bis 1980
- Jugendamt von 1941 bis 1988
- Schulamt von 1868 bis 1978
- Versicherungsamt von 1890 bis 1978
- Kreisarzt / Gesundheitsamt von 1852 bis 1972
- Ordnungsamt von 1927 bis 1973
- Amt für Wiedergutmachung von 1946 bis 1972
- Untere Wasserbehörde von 1898 bis 2001
- Kreisjagdamt von 1932 bis 1969[3]

### Bestände Kreis Wiedenbrück
Umfasst über 6.200 Archivalien beginnend Anfang 19. Jahrhundert bis etwa 1973.
- Landratsamt von 1809 bis 1971
- Kreisausschuss von 1816 bis 1961
- Oberkreisdirektor von 1902 bis 1979
- Wohlfahrtsamt von 1907 bis 1958
- Ordnungsamt von 1933 bis 1987
- Sozialamt von 1943 bis 1984
- Amt für Wiedergutmachung von 1856 bis 1978
- Schulamt von 1897 bis 1977
- Kämmerei und Kreiskasse von 1887 bis 1984
- Veterinäramt von 1926 bis 1979
- Katasteramt von 1851 bis 1974
- Versicherungsamt von 1884 bis 1984
- Gesundheitsamt von 1925 bis 1972
- Untere Wasserbehörde von 1773 bis 1994
- Bauamt 1923 bis 1981
- Verdienstorden von 1867 bis 1975
- Kreisjägermeister / Kreisjagdamt von 1915 bis 1974
- Straßenverkehrsamt von 1950 bis 1984[3]

### Bestände Kreis Gütersloh
Umfasst über 10.000 Archivalien beginnend in der Regel ab 1973.
- Oberkreisdirektor von 1969 bis 1999
- Kreistag und Kreisausschuss von 1973 bis 2016
- Pressestelle: Zeitgeschichtliche Sammlung von 1973 bis 2013
- Pressestelle: Akten und Fotos von 1964 bis 1998
- Lastenausgleichsamt von 1934 bis 1983
- Kultur- und Heimatpflege von 1948 bis 2003
- Untere Wasserbehörde von 1956 bis 2008
- Planungsamt 1947 bis 2016[3]

### Bestände Kreise Warendorf und Paderborn, Gemeinde Langenberg
Umfasst über 450 Archivalien beginnend Anfang 19. Jahrhundert bis etwa 1993
- Gemeinde Langenberg von 1823 bis 1993
- Standesämter Langenberg und Benteler von 1905 bis 1986
- Kreis Warendorf, Untere Wasserbehörde von 1925 bis 1975
- Kreis Paderborn, Untere Wasserbehörde von 1931 bis 1982[3]

### Bestände Nichtamtliches Schriftgut, Archivische Sammlungen
Umfasst über 4.000 Archivalien beginnend Anfang 17. Jahrhundert bis etwa 2000
- Nachlass Peter August Böckstiegel von 1764 bis 2012
- Nachlass Sonja Böckstiegel von 1943 bis 1984
- Gut Schledebrück von 1608 bis 2000
- Heimatkreis Frankenstein von 1528 bis 2018
- Ortsgeschichtliche Sammlung Goretzki von 1937 bis 1964
- Ortsgeschichtliche Sammlung Tappe von 1918 bis 1989
- Kreisvertriebenenverband Wiedenbrück von 1911 bis 1976
- AOK Gütersloh von 1884 bis 1997
- Kommunale Haus und Wohnen GmbH von 1950 bis 2003
- Sammlung Gedenkzettel von 1821 bis 1944
- Sammlung Freiwillige Feuerwehr von 1911 bis 2008
- Sammlung Fotos und Fotoalben von 1919 bis 2000
- Sammlung Plakate von 1829 bis 2019
- Sammlung Karten und Pläne von 1766 bis 2014
- Sammlung Siegel und Stempel von 1275 bis 1982
- Sammlung Druckschriften von 1827 bis 2019
- Sammlung Staatsexamen von 1925 bis 2001[3]

## Service
- Beratung und Auskünfte bei Fragen zur Kreisgeschichte sowie zur Geschichte einzelner Städte und Gemeinden
- Unterstützung von Schulprojekten, Facharbeiten und Geschichtswettbewerben
- Unterstützung von universitären Examensarbeiten und Forschungsprojekten
- Durchführung von Ausstellungen und Vorträgen
- Herausgabe zweier Schriftenreihen
- Archivführungen für Gruppen
- Praktika für Schüler und Studierende[4]

## Ausstellungen

### Online-Ausstellung „OWL und der Erste Weltkrieg 1914–1918“
Das Kreisarchiv Gütersloh hat sich mit zahlreichen Dokumenten an der Online-Ausstellung beteiligt. Sie zeigen, wie die öffentlichen Stellen in den ehemaligen Kreisen Halle/Westf. und Wiedenbrück versucht haben, die Folgen des Krieges zu bewältigen.

### Digitale Ausstellung „Quellen aus dem Kreisarchiv: Siegel und Stempel“
In seiner digitalen Ausstellung präsentiert das Kreisarchiv ausgewählte Siegel und Stempel aus seinem Besitz.

## Arbeitsgemeinschaft der Kommunalarchive im Kreis Gütersloh
Die Arbeitsgemeinschaft der Kommunalarchive im Kreis Gütersloh besteht seit 1989. Fast alle Kommunen des Kreises sind in der Arbeitsgemeinschaft vertreten, deren Vorsitz vom Kreisarchiv wahrgenommen wird. Sie dient dem fachlichen Austausch ebenso wie der Umsetzung gemeinsamer Projekte.

## Publikationen

### „Heimat-Jahrbuch“
Seit 1983 erscheint das Heimat-Jahrbuch des Kreises Gütersloh mit seinen Beiträgen zu Geschichte, Kultur, Umwelt und Wirtschaft im Flöttmann-Verlag. Das Kreisarchiv beteiligt sich an der redaktionellen Arbeit, steuert aber auch regelmäßig eigene Beiträge zu historischen Themen bei.

### Schriftenreihe zur Kreisgeschichte
Um das Bewusstsein für die lokale und regionale Geschichte zu stärken, gibt das Kreisarchiv Gütersloh eine eigene Schriftenreihe heraus. Bisher sind 15 Bände zur Geschichte des Kreises oder einzelner Gemeinden erschienen:
- Band 1: Ansgar Kaiser: Zur Geschichte der Ems. Natur und Ausbau. Rheda-Wiedenbrück 1993.
- Band 2: K. Wolf: Freud und Leid im Kreise Halle (West.) 1800–1905. Halle 1905, ND Gütersloh 1994.
- Band 3: Wolfgang Büscher: Der Flugplatz Gütersloh im Wandel der Zeit. Chancen und Risiken für den Raum Gütersloh und Bielefeld durch die Schließung bzw. Umwandlung des britischen RAF-Flughafens. Rheda-Wiedenbrück 1994.
- Band 4: Günter Brüning (Red.): Die Entstehung des Kreises Gütersloh. Feierstunde und Ausstellung. Gütersloh 1998.
- Band 5: Wilhelmine Herbort u. a.: Die Rietberger Emsniederung. Eine Landschaft im Wandel der Zeit. Bielefeld 1999.
- Band 6: Martin Pollklas: Der Kreis Wiedenbrück 1933–1936 in den Geheimen Lageberichten des Landrates.
- Band 8: Theres Sudbrock: Regionale Identität im Kreis Gütersloh. Die Auswirkungen der Gebietsreform 1973. Bielefeld 2004
- Band 9: Florenz Karl Joseph Harsewinkel: Spezial Geschichte und Nachrichten von Wiedenbrück. Transkriptionen von Alfons Brielmann. Bielefeld 2006.
- Band 10: Hermann Schaub: Die Herrschaft Rheda und ihre Residenzstadt. Von den Anfängen bis zum Ende des Alten Reichs. Bielefeld 2006
- Band 11: Heike Vieregge: Gütersloh und Soest im 19. Jahrhundert. Vom lokalen Engagement zur kommunalen Leistungsverwaltung. Bielefeld 2008.
- Band 12: Margarethe Hanusa: Langenberg. Geschichte einer westfälischen Gemeinde 800–1913. Bielefeld 2009.
- Band 13: Karina Isernhinke: Das Strafgefangenenlager Oberems. Das nationalsozialistische Lagersystem im Gebiet des heutigen Kreises Gütersloh. Bielefeld 2015.
- Band 14: Johannes W. Glaw: Vieler Herren Länder. Historische Grenzsteine im Kreis Gütersloh. Bielefeld 2017.
- Band 15: Johannes Meier (Hg.): Der Kreis Wiedenbrück in seinen ersten Jahrzehnten. Strukturen und Personen. Bielefeld 2018.[6]

### Broschüren zur Kreisgeschichte
Seit 2016 gibt das Kreisarchiv zu kreisgeschichtlichen Themen auch kleinere Broschüren heraus. Bisher sind zwei Ausgaben erschienen:
- Helga Schoen: „Meine liebe gute Hanna...“ Briefe von Peter August Böckstiegel an seine Verlobte während des Ersten Weltkrieges.
- Ralf Othengrafen: „Den Landrat als ihren natürlichen Ratgeber zu betrachten.“ Die Geschichte des Kreises Gütersloh und seiner Vorgängerkreise Halle (Westf.) und Wiedenbrück.[7]

## Archivbibliothek
Das Kreisarchiv besitzt außerdem eine umfangreiche Präsenzbibliothek zur Geschichte des Kreises Gütersloh sowie der kreisangehörigen Städte und Gemeinden. Die meisten Bände der Bibliothek sind über den Katalog der Stadtbibliothek Gütersloh recherchierbar.